# Naomie Azaria
Naomie Azaria  de son vrai nom  Naomi Azaria Hounhoui est une femme politique béninoise quatre fois ministre dans les gouvernements successifs du président Boni Yayi du 11 août 2013  au 18 juin 2015

## Biographie
Naomie Azaria entre au gouvernement Yayi le 11 août 2013 en occupant le poste de ministre de la jeunesse et des sports. Elle quitte ce poste juste deux mois après sa prise de fonction pour devenir la nouvelle ministre de l’industrie et du commerce début octobre 2013. Lors du remaniement du mercredi 21 août 2014, le président Boni Yayi la change de poste et elle devient la ministre de la famille, des affaires sociales, de la solidarité nationale, des handicapés et des personnes du troisième âge. Après avoir remercié toutes les femmes de son dernier gouvernement, Yayi Boni la maintient et la transfère le 18 juin 2015 au ministère chargé de la microfinance,,.
Elle quitte le gouvernement, le 3 décembre 2015 et devient la nouvelle directrice du port autonome de Cotonou,. Elle est limogée de ce poste à la suite de l'arrivée de Patrice Talon au pouvoir,.